# SFK ELKO Holešov
SFK ELKO Holešov je český fotbalový klub z města Holešov, který byl založen v roce 1905. V roce 2003 bylo dohodnuto sloučení holešovského celku s klubem TJ Slavoj Všetuly (založen 1932 jako SK Všetuly). Od sezóny 2003/04 tak klub vystupuje pod názvem SFK ELKO Holešov.
V sezónách 2002/03 – 2015/16 hrál Přebor Zlínského kraje (5. nejvyšší soutěž), který v ročníku 2015/16 vyhrál a postoupil do Divize D, z níž však ihned sestoupil. Od sezony 2017/18 hrál opět v Přeboru Zlínského kraje a od sezony 2021/22 je účastníkem Divize E. Na konci dubna 2022 byl odvolán dosavadní trenér Martin Malík nahradil ho Roman Kolenič. Momentálně tým trénuje Alois Skácel

Své domácí zápasy odehrává na stadionu Střelnice.

## Historické názvy
Zdroj: 
- SK Holešov (Sportovní klub Holešov)
- 19?? – TJ Holešov (Tělovýchovná jednota Holešov)
- 1999 – FK Holešov (Fotbalový klub Holešov)
- 2003 – SFK ELKO Holešov

## Umístění v jednotlivých sezonách
Zdroj: 
Legenda: Z – zápasy, V – výhry, R – remízy, P – porážky, VG – vstřelené góly, OG – obdržené góly, +/− – rozdíl skóre, B – body, červené podbarvení – sestup, zelené podbarvení – postup, fialové podbarvení – reorganizace, změna skupiny či soutěže
| Protektorát Čechy a Morava (1939 – 1945) |                                                             |                                                             |                                                             |                                                             |                                                             |                                                             |                                                             |                                                             |                                                             |                                                             |                                                             |
| Sezóny                                   | Liga                                                        | Úroveň                                                      | Z                                                           | V                                                           | R                                                           | P                                                           | VG                                                          | OG                                                          | +/−                                                         | B                                                           | Pozice                                                      |
| 1939/40                                  | I. A třída HHŽF                                             | 3                                                           | 21                                                          | 11                                                          | 3                                                           | 7                                                           | 52                                                          | 42                                                          | +10                                                         | 25                                                          | 4.                                                          |
| 1940/41                                  | I. A třída HHŽF                                             | 3                                                           | 22                                                          | 10                                                          | 3                                                           | 9                                                           | 54                                                          | 43                                                          | +11                                                         | 23                                                          | 5.                                                          |
| 1941/42                                  | I. A třída HHŽF                                             | 3                                                           | 21                                                          | 6                                                           | 3                                                           | 12                                                          | 32                                                          | 61                                                          | −29                                                         | 15                                                          | 10.                                                         |
| 1942/43                                  | I. A třída HHŽF                                             | 3                                                           | 22                                                          | 7                                                           | 4                                                           | 11                                                          | 38                                                          | 64                                                          | −26                                                         | 18                                                          | 10.                                                         |
| 1943/44                                  | I. A třída HHŽF                                             | 3                                                           | 26                                                          | 15                                                          | 2                                                           | 9                                                           | 65                                                          | 46                                                          | +19                                                         | 32                                                          | 2.                                                          |
| 1944/45                                  | Končila druhá světová válka, pravidelné soutěže se nehrály. | Končila druhá světová válka, pravidelné soutěže se nehrály. | Končila druhá světová válka, pravidelné soutěže se nehrály. | Končila druhá světová válka, pravidelné soutěže se nehrály. | Končila druhá světová válka, pravidelné soutěže se nehrály. | Končila druhá světová válka, pravidelné soutěže se nehrály. | Končila druhá světová válka, pravidelné soutěže se nehrály. | Končila druhá světová válka, pravidelné soutěže se nehrály. | Končila druhá světová válka, pravidelné soutěže se nehrály. | Končila druhá světová válka, pravidelné soutěže se nehrály. | Končila druhá světová válka, pravidelné soutěže se nehrály. |
| Československo (1945 – 1993)             |                                                             |                                                             |                                                             |                                                             |                                                             |                                                             |                                                             |                                                             |                                                             |                                                             |                                                             |
| Sezóny                                   | Liga                                                        | Úroveň                                                      | Z                                                           | V                                                           | R                                                           | P                                                           | VG                                                          | OG                                                          | +/−                                                         | B                                                           | Pozice                                                      |
| …                                        |                                                             |                                                             |                                                             |                                                             |                                                             |                                                             |                                                             |                                                             |                                                             |                                                             |                                                             |
| 1988/89                                  | I. B třída Jihomoravského kraje – sk. D                     | 7                                                           | 26                                                          | 12                                                          | 3                                                           | 11                                                          | 41                                                          | 40                                                          | +1                                                          | 27                                                          | 9.                                                          |
| 1989/90                                  | I. B třída Jihomoravského kraje – sk. D                     | 7                                                           | 26                                                          | ...                                                         | ...                                                         | ...                                                         | ...                                                         | ...                                                         | ...                                                         |                                                             |                                                             |
| …                                        |                                                             |                                                             |                                                             |                                                             |                                                             |                                                             |                                                             |                                                             |                                                             |                                                             |                                                             |
| 1992/93                                  | I. A třída Středomoravské župy – sk. A                      | 6                                                           | 26                                                          | 12                                                          | 4                                                           | 10                                                          | 56                                                          | 40                                                          | +16                                                         | 28                                                          | 5.                                                          |
| Česko (1993 – )                          |                                                             |                                                             |                                                             |                                                             |                                                             |                                                             |                                                             |                                                             |                                                             |                                                             |                                                             |
| Sezóny                                   | Liga                                                        | Úroveň                                                      | Z                                                           | V                                                           | R                                                           | P                                                           | VG                                                          | OG                                                          | +/−                                                         | B                                                           | Pozice                                                      |
| 1993/94                                  | I. A třída Středomoravské župy – sk. A                      | 6                                                           | 26                                                          | 10                                                          | 2                                                           | 14                                                          | 42                                                          | 50                                                          | −8                                                          | 22                                                          | 10.                                                         |
| 1994/95                                  | I. A třída Středomoravské župy – sk. A                      | 6                                                           | 26                                                          | 6                                                           | 4                                                           | 16                                                          | 24                                                          | 75                                                          | −51                                                         | 22                                                          | 13.                                                         |
| 1995/96                                  | I. A třída Středomoravské župy – sk. A                      | 6                                                           | 26                                                          | 8                                                           | 3                                                           | 15                                                          | 30                                                          | 57                                                          | −27                                                         | 27                                                          | 10.                                                         |
| 1996/97                                  | I. A třída Středomoravské župy – sk. A                      | 6                                                           | 26                                                          | 9                                                           | 8                                                           | 9                                                           | 48                                                          | 47                                                          | +1                                                          | 35                                                          | 8.                                                          |
| 1997/98                                  | I. A třída Středomoravské župy – sk. A                      | 6                                                           | 26                                                          | 9                                                           | 4                                                           | 13                                                          | 45                                                          | 59                                                          | −14                                                         | 31                                                          | 8.                                                          |
| 1998/99                                  | I. A třída Středomoravské župy – sk. A                      | 6                                                           | 26                                                          | 5                                                           | 4                                                           | 17                                                          | 26                                                          | 53                                                          | −27                                                         | 19                                                          | 13.                                                         |
| ...                                      |                                                             |                                                             |                                                             |                                                             |                                                             |                                                             |                                                             |                                                             |                                                             |                                                             |                                                             |
| 2001/02                                  | I. A třída Středomoravské župy – sk. A                      | 6                                                           | 26                                                          | 15                                                          | 4                                                           | 7                                                           | 60                                                          | 41                                                          | +19                                                         | 49                                                          | 4.                                                          |
| 2002/03                                  | Přebor Zlínského kraje                                      | 5                                                           | 30                                                          | 14                                                          | 5                                                           | 11                                                          | 71                                                          | 41                                                          | +30                                                         | 47                                                          | 3.                                                          |
| 2003/04                                  | Přebor Zlínského kraje                                      | 5                                                           | 30                                                          | 14                                                          | 6                                                           | 10                                                          | 59                                                          | 38                                                          | +21                                                         | 48                                                          | 4.                                                          |
| 2004/05                                  | Přebor Zlínského kraje                                      | 5                                                           | 30                                                          | 15                                                          | 3                                                           | 12                                                          | 47                                                          | 36                                                          | +11                                                         | 48                                                          | 5.                                                          |
| 2005/06                                  | Přebor Zlínského kraje                                      | 5                                                           | 30                                                          | 13                                                          | 5                                                           | 12                                                          | 64                                                          | 57                                                          | +7                                                          | 44                                                          | 7.                                                          |
| 2006/07                                  | Přebor Zlínského kraje                                      | 5                                                           | 28                                                          | 10                                                          | 7                                                           | 11                                                          | 41                                                          | 41                                                          | 0                                                           | 37                                                          | 10.                                                         |
| 2007/08                                  | Přebor Zlínského kraje                                      | 5                                                           | 30                                                          | 11                                                          | 4                                                           | 15                                                          | 44                                                          | 60                                                          | −16                                                         | 37                                                          | 10.                                                         |
| 2008/09                                  | Přebor Zlínského kraje                                      | 5                                                           | 30                                                          | 9                                                           | 10                                                          | 11                                                          | 31                                                          | 38                                                          | −7                                                          | 37                                                          | 10.                                                         |
| 2009/10                                  | Přebor Zlínského kraje                                      | 5                                                           | 30                                                          | 15                                                          | 5                                                           | 10                                                          | 62                                                          | 48                                                          | +14                                                         | 50                                                          | 5.                                                          |
| 2010/11                                  | Přebor Zlínského kraje                                      | 5                                                           | 30                                                          | 13                                                          | 4                                                           | 13                                                          | 61                                                          | 51                                                          | +10                                                         | 43                                                          | 8.                                                          |
| 2011/12                                  | Přebor Zlínského kraje                                      | 5                                                           | 30                                                          | 15                                                          | 8                                                           | 7                                                           | 61                                                          | 39                                                          | +22                                                         | 53                                                          | 5.                                                          |
| 2012/13                                  | Přebor Zlínského kraje                                      | 5                                                           | 26                                                          | 8                                                           | 6                                                           | 12                                                          | 37                                                          | 43                                                          | −6                                                          | 30                                                          | 11.                                                         |
| 2013/14                                  | Přebor Zlínského kraje                                      | 5                                                           | 26                                                          | 12                                                          | 4                                                           | 10                                                          | 52                                                          | 48                                                          | +4                                                          | 40                                                          | 5.                                                          |
| 2014/15                                  | Přebor Zlínského kraje                                      | 5                                                           | 26                                                          | 16                                                          | 3 / 3                                                       | 4                                                           | 55                                                          | 27                                                          | +28                                                         | 57                                                          | 3.                                                          |
| 2015/16                                  | Přebor Zlínského kraje                                      | 5                                                           | 26                                                          | 17                                                          | 5 / 2                                                       | 2                                                           | 74                                                          | 39                                                          | +35                                                         | 63                                                          | 1.                                                          |
| 2016/17                                  | Divize D                                                    | 4                                                           | 30                                                          | 9                                                           | 4                                                           | 17                                                          | 49                                                          | 60                                                          | −11                                                         | 31                                                          | 14.                                                         |
| 2017/18                                  | Přebor Zlínského kraje                                      | 5                                                           | 26                                                          | 11                                                          | 5 / 2                                                       | 8                                                           | 43                                                          | 29                                                          | +14                                                         | 45                                                          | 5.                                                          |
| 2018/19                                  | Přebor Zlínského kraje                                      | 5                                                           | 26                                                          | 10                                                          | 3 / 3                                                       | 10                                                          | 43                                                          | 38                                                          | +5                                                          | 39                                                          | 8.                                                          |
| 2019/20                                  | Přebor Zlínského kraje                                      | 5                                                           | 13                                                          | 8                                                           | 1 / 1                                                       | 3                                                           | 30                                                          | 19                                                          | +11                                                         | 27                                                          | 3.                                                          |
| 2020/21                                  | Přebor Zlínského kraje                                      | 5                                                           | 9                                                           | 5                                                           | 2 / 0                                                       | 2                                                           | 23                                                          | 10                                                          | +13                                                         | 19                                                          | 2.                                                          |
| 2021/22                                  | Divize E                                                    | 4                                                           | 26                                                          | 4                                                           | 5                                                           | 17                                                          | 26                                                          | 46                                                          | −20                                                         | 17                                                          | 13.                                                         |
| 2022/23                                  | Divize E                                                    | 4                                                           | 26                                                          | 10                                                          | 6                                                           | 10                                                          | 43                                                          | 38                                                          | +5                                                          | 36                                                          | 7.                                                          |
| 2023/24                                  | Divize E                                                    | 4                                                           | 30                                                          | 16                                                          | 3                                                           | 11                                                          | 75                                                          | 47                                                          | +28                                                         | 51                                                          | 5.                                                          |
| 2024/25                                  | Divize E                                                    | 4                                                           | 28                                                          | 10                                                          | 6                                                           | 12                                                          | 48                                                          | 57                                                          | −9                                                          | 36                                                          | 7.                                                          |

Poznámky:
- 1939/40: Chybí výsledek jednoho utkání.[9]
- 1941/42: Chybí výsledek jednoho utkání.[11]
- Od sezony 2014/15 se ve Zlínském kraji hraje tímto způsobem: Pokud zápas skončí nerozhodně, kope se penaltový rozstřel. Jeho vítěz bere 2 body, poražený pak jeden bod. Za výhru po 90 minutách jsou 3 body, za prohru po 90 minutách není žádný bod.
- 2019/20 a 2020/21: Tyto sezony byly předčasně ukončeny z důvodu pandemie covidu-19 v Česku.

## SFK ELKO Holešov „B“
SFK ELKO Holešov „B“ je rezervním týmem Holešova, který se pohybuje v okresních a krajských soutěžích.

### Umístění v jednotlivých sezonách
Legenda: Z – zápasy, V – výhry, R – remízy, P – porážky, VG – vstřelené góly, OG – obdržené góly, +/− – rozdíl skóre, B – body, červené podbarvení – sestup, zelené podbarvení – postup, fialové podbarvení – reorganizace, změna skupiny či soutěže
| Česko (2003 – ) |                                       |        |    |    |       |    |    |    |     |    |        |
| Sezóny          | Liga                                  | Úroveň | Z  | V  | R     | P  | VG | OG | +/– | B  | Pozice |
| 2003/04         | I. B třída Zlínského kraje – sk. B    | 7      | 26 | 10 | 6     | 10 | 50 | 41 | +9  | 36 | 8.     |
| 2004/05         | I. B třída Zlínského kraje – sk. B    | 7      | 26 | 12 | 4     | 10 | 40 | 39 | +1  | 40 | 6.     |
| 2005/06         | I. B třída Zlínského kraje – sk. B    | 7      | 26 | 11 | 6     | 9  | 49 | 48 | +1  | 39 | 8.     |
| 2006/07         | I. B třída Zlínského kraje – sk. B    | 7      | 26 | 9  | 7     | 10 | 43 | 44 | −1  | 34 | 7.     |
| 2007/08         | I. B třída Zlínského kraje – sk. B    | 7      | 26 | 7  | 7     | 12 | 39 | 59 | −20 | 28 | 9.     |
| 2008/09         | I. B třída Zlínského kraje – sk. B    | 7      | 26 | 14 | 5     | 7  | 51 | 35 | +16 | 47 | 4.     |
| 2009/10         | I. B třída Zlínského kraje – sk. B    | 7      | 26 | 7  | 8     | 11 | 33 | 49 | −16 | 29 | 10.    |
| 2010/11         | I. B třída Zlínského kraje – sk. B    | 7      | 26 | 4  | 3     | 19 | 29 | 60 | −31 | 15 | 14.    |
| 2011/12         | Okresní přebor Kroměřížska            | 8      | 26 | 7  | 4     | 15 | 44 | 62 | −18 | 25 | 12.    |
| 2012/13         | Okresní soutěž Kroměřížska – sk. A    | 9      | 30 | 18 | 6     | 6  | 71 | 37 | +34 | 60 | 5.     |
| 2013/14         | Okresní soutěž Kroměřížska – sk. A    | 9      | 18 | 16 | 2     | 0  | 79 | 10 | +69 | 50 | 1.     |
| 2013/14         | Okresní soutěž Kroměřížska – o postup | 9      | 6  | 6  | 0     | 0  | 26 | 6  | +20 | 18 | 1.     |
| 2014/15         | Okresní přebor Kroměřížska            | 8      | 26 | 7  | 7     | 12 | 61 | 63 | −2  | 28 | 12.    |
| 2015/16         | Okresní přebor Kroměřížska            | 8      | 26 | 7  | 3     | 16 | 55 | 66 | −11 | 24 | 11.    |
| 2016/17         | Okresní přebor Kroměřížska            | 8      | 26 | 10 | 2     | 14 | 55 | 59 | −4  | 24 | 7.     |
| 2017/18         | Okresní přebor Kroměřížska            | 8      | 26 | 20 | 1     | 5  | 83 | 30 | +53 | 61 | 1.     |
| 2018/19         | I. B třída Zlínského kraje – sk. B    | 7      | 26 | 12 | 3 / 1 | 10 | 67 | 54 | +13 | 43 | 5.     |
| 2019/20         | I. B třída Zlínského kraje – sk. B    | 7      | 13 | 3  | 1 / 3 | 6  | 24 | 28 | −4  | 14 | 12.    |
| 2020/21         | I. B třída Zlínského kraje – sk. B    | 7      | 8  | 4  | 0 / 1 | 3  | 15 | 11 | +4  | 13 | 8.     |
| 2021/22         | I. B třída Zlínského kraje – sk. B    | 7      | 24 | 12 | 3     | 9  | 55 | 38 | +17 | 39 | 5.     |
| 2022/23         | I. B třída Zlínského kraje – sk. B    | 7      | 26 | 14 | 1     | 11 | 68 | 53 | +15 | 43 | 5.     |
| 2023/24         | I. B třída Zlínského kraje – sk. B    | 7      | 26 | 18 | 3     | 7  | 76 | 38 | +38 | 55 | 2.     |
| 2024/25         | I. B třída Zlínského kraje – sk. B    | 7      | 26 | 12 | 4     | 10 | 48 | 43 | +5  | 40 | 7.     |

Poznámky:
- Od sezony 2014/15 se ve Zlínském kraji hraje tímto způsobem: Pokud zápas skončí nerozhodně, kope se penaltový rozstřel. Jeho vítěz bere 2 body, poražený pak jeden bod. Za výhru po 90 minutách jsou 3 body, za prohru po 90 minutách není žádný bod.[24][27]
- 2019/20 a 2020/21: Tyto sezony byly předčasně ukončeny z důvodu pandemie covidu-19 v Česku.